# راهب زن
راهب زن (به انگلیسی: Jogan) فیلمی هندی محصول سال ۱۹۵۰ و به کارگردانی کیدار نات شارما است. در این فیلم بازیگرانی همچون دیلیپ کومار، نرگس دات و راجندرا کومار ایفای نقش کرده‌اند.